# 陳繼盛 (明朝)
陳繼盛（?—1630年），明朝崇禎年間皮島副總兵。

## 生平
毛文龍屬下，曾參與烏雞關之戰，陳繼盛之女嫁毛文龍為妾。毛文龍死，袁崇煥分編部兵為四協，命毛文龍之義子毛承祿、副將陳繼盛、參將徐敷奏、遊擊劉興治（劉五）等四人分領。崇禎三年（1630年）二月十四日，皇太極致函陳繼盛勸降不果。

## 被殺
陳繼盛對劉興治兄弟產生懷疑，以為劉興治之兄劉興祚並未戰死再降後金。劉興治遂對陳繼盛心生不滿，在皮島發動叛亂。四月十二日在其兄喪禮上，殺陳繼盛及欽差通判劉應鶴等官及其軍卒百餘人。